# Serce trójprzedsionkowe
Serce trójprzedsionkowe (łac. cor triatriatum) – wrodzona wada serca, w której w lewym przedsionku nie doszło do całkowitej resorpcji wspólnej żyły płucnej, a w świetle przedsionka pozostaje błona mięśniowo-włóknista utrudniająca spływ z żył płucnych do zastawki mitralnej. Leczenie jest operacyjne, rokowanie bardzo dobre. Wadę opisano po raz pierwszy w 1868 roku.